# John Francis Murphy

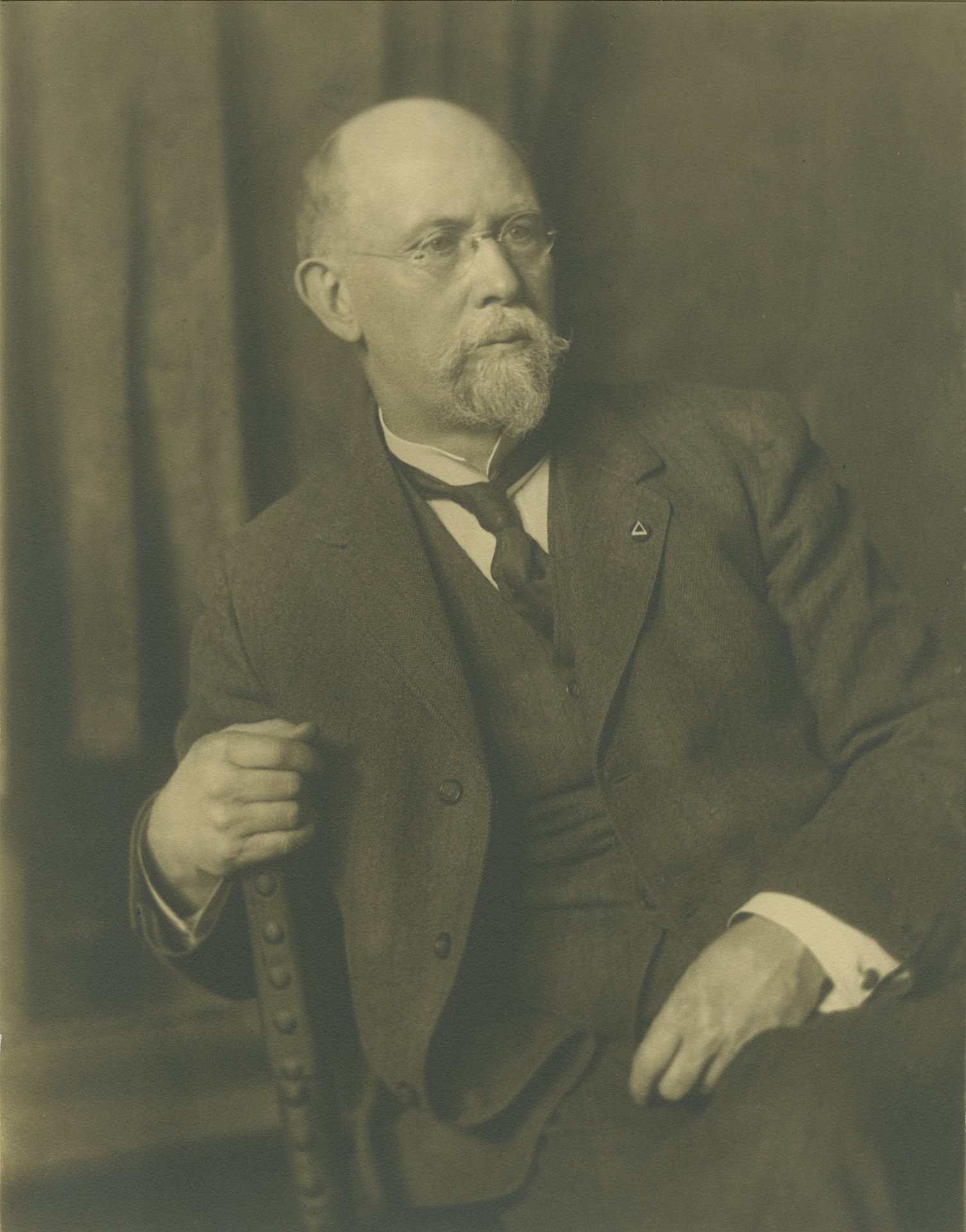
John Francis Murphy von James W. Porter, 1913. National Gallery of Art Library, Washington, DC

John Francis Murphy (* 11. Dezember 1853 in Oswego, New York; † 30. Januar 1921 in New York City) war ein US-amerikanischer Landschaftsmaler und war ein Vertreter der American Barbizon School. Seine frühen Arbeiten wurden von der französischen Schule von Barbizon beeinflusst, während seine späteren Werke den amerikanischen Tonalismus widerspiegeln.

## Leben
Geboren in Oswego, New York, zog er im Alter von 15 Jahren mit seiner Familie nach Chicago. Dort fand der junge Murphy Arbeit als Maler von Theaterkulissen und Werbeplakaten. Er besuchte auch einige Kunstkurse an der Chicago Academy of Design, war aber im Wesentlichen Autodidakt. Im Alter von 20 Jahren müssen seine künstlerischen Fähigkeiten bereits weit fortgeschritten gewesen sein, denn die Chicago Academy wählte ihn zunächst zum Associate Member und nur wenige Wochen später zum Full Member.
1875, im Alter von 22 Jahren, zog Murphy nach New York City, wo er eine langjährige Zusammenarbeit mit der National Academy of Design begann, deren Mitglied er 1887 wurde. Er war außerdem Mitglied des Salmagundi Club, der Society of American Artists, der American Watercolor Society, des Rochester Art Club, des Brooklyn Art Club und des Lotus Club.

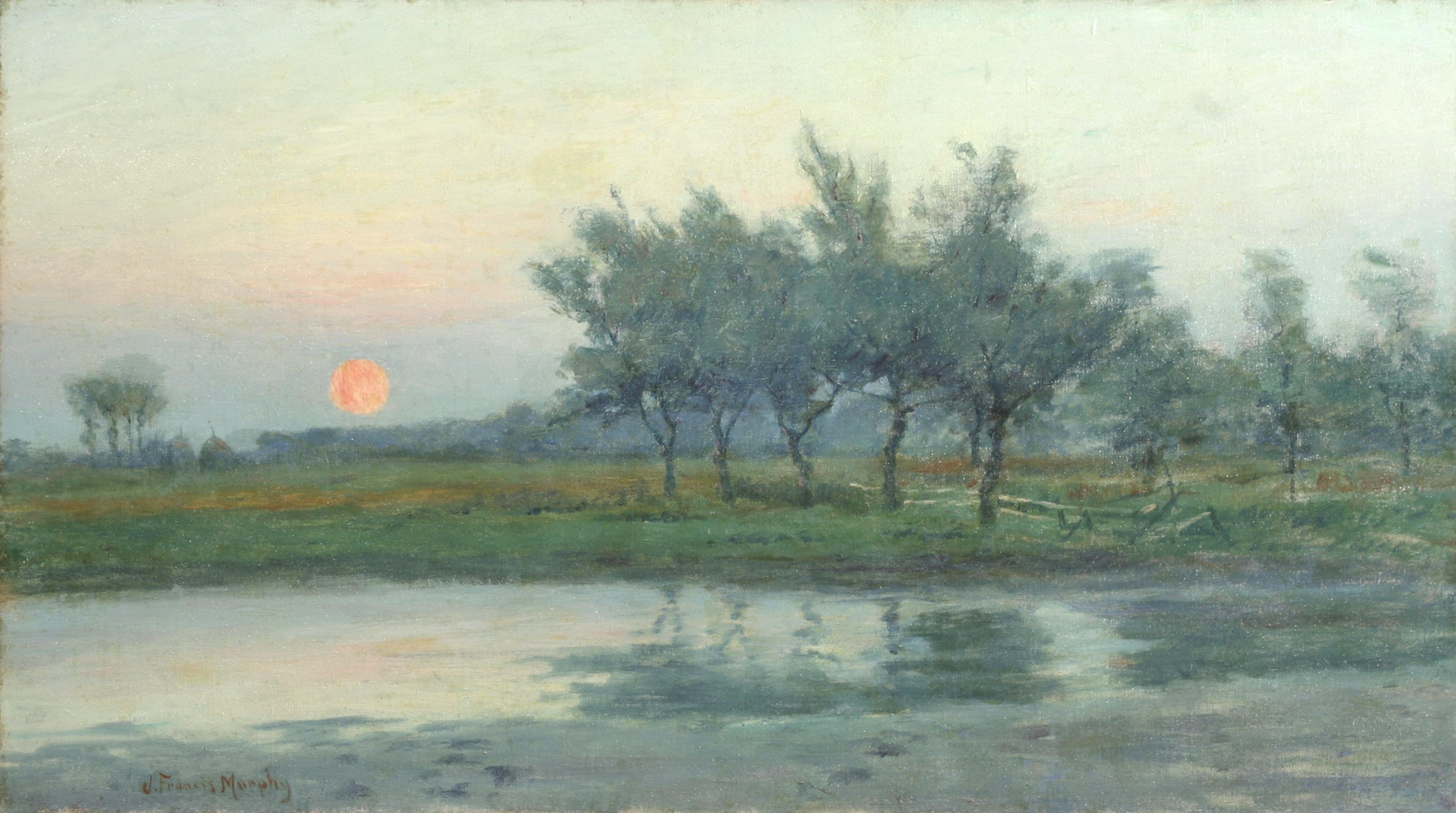
Sunlight (Setting Sun), 1900. Brigham Young University Museum of Art

John Francis Murphy erhielt zahlreiche Auszeichnungen, darunter eine Medaille auf der Columbian Exposition 1893 in Chicago, den Evans Prize 1894 von der American Water Color Society, eine Silbermedaille auf der Pan-American Exposition 1901 in Buffalo, eine Goldmedaille auf der Charleston Exposition 1902 und eine Silbermedaille auf der Panama-Pacific International Exposition 1915 in San Francisco.

## Werk

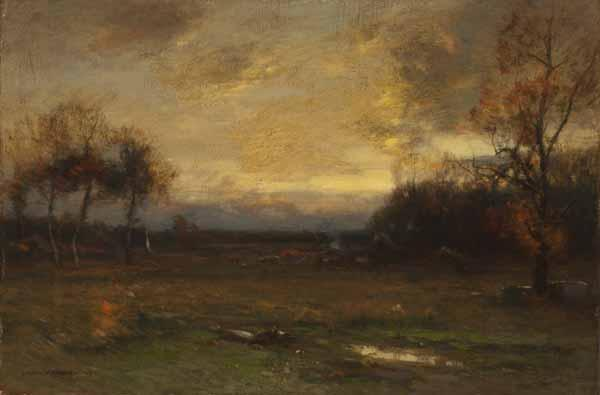
Sunset, 1895. Toledo Museum of Art

John Francis Murphy war bekannt für seine Landschaftsgemälde, die oft ruhige, stimmungsvolle Szenen der amerikanischen Landschaft darstellen. Der zeitgenössische Geschmack neigte dazu, Murphys kleine, in warmen Tönen gehaltene Gemälde aus den späten 1880er und 1890er Jahren zu bevorzugen, obwohl Murphy zu Lebzeiten größere Anerkennung für eine lange Serie indianischer Sommerlandschaften wie The Sprout Lot (Smithsonian American Art Museum) erhielt, die größtenteils aus den frühen Jahren des 20. Jahrhunderts stammen und in zarten Braun- und Grautönen vor einem sorgfältig vorbereiteten Hintergrund gemalt sind. Obwohl John Francis Murphy für seine oberflächliche Ähnlichkeit mit Corot sowohl kritisiert als auch gelobt wurde, kann man sein Werk am besten würdigen und verstehen, wenn man es mit dem anderer gleichgesinnter amerikanischer Maler vergleicht, insbesondere mit dem von Bruce Crane und Henry Ward Ranger und in geringerem Maße mit dem von George Inness und Alexander Wyant.